# Доктор Джекилл и сестра Хайд
«Доктор Джекил и сестра Хайд» (англ. Dr. Jekyll And Sister Hyde) — британский кинофильм 1971 года, в жанре ужасы, экранизация повести Роберта Льюиса Стивенсона «Странная история доктора Джекила и мистера Хайда».
Режиссёром выступил Рой Уорд Бейкер. Фильм был снят британской студией Hammer Film Productions и стал их третьей адаптацией литературного источника после «Гадкого утенка» (1959 года) и «Двух лиц доктора Джекилла». Главные роли исполнили: Ральф Бейтс и Мартин Бесуик. 

## Сюжет
Проводимые доктором Джекилом эксперименты по созданию эликсира жизни приводят к созданию препарата, приём которого превращает доктора в женщину. Это превращение меняет также и его характер. Чтобы поддерживать производство эликсира, женщина, которая называет себя сестрой Джекила, миссис Хайд, вынуждена убивать молодых девушек.

## В ролях
- Ральф Бейтс — доктор Джекилл
- Мартин Бесуик — сестра Хайд
- Джералд Сим — профессор Робертсон
- Льюис Фаэндер — Ховард
- Сьюзэн Бродерик — Сьюзэн
- Дороти Элисон — миссис Спенсер
- Айвор Дин — Уильям Бёрк
- Тони Кэлвин — Уильям Хэйр
- Филипп Мадок — Байкер
- Пол Уитсун-Джонс — сержант Данверс
- Вирджиния Ветерелл — Бетси

## Съёмочная группа
- Режиссёр: Рой Уорд Бэйкер
- Продюсер: Брайан Клеменс, Альберт Феннел
- Сценарист: Роберт Льюис Стивенсон (книга), Брайан Клеменс
- Композитор: Дэвид Синклер Уитейкер
- Оператор: Норман Уорик

## Критика
«Time Out» назвали фильм «огромным весельем» и «удивительно успешной попыткой сообщить о новых изменениях старой темы». 
Джордж Р. Рейс из DVD Drive-In дал положительную рецензию на фильм, написав: «В руках большинства кинематографистов того времени такая тема перемены пола требовала бы максимальной тактичности, но не со студией Hemmer. Сценарий Клеменса не воспринимает себя слишком серьезно, но справедливо соединяет легенды о характере Стивенсона с Джеком-Потрошителем и могильщиками Бёрком и Хейром». Рейс высоко оценил постановку фильма и режиссуру Бейкера.
Журнал «Variety» назвал фильм «очень творческим»: «Режиссер Рой Уорд Бейкер установил хороший темп, хорошо нарастил напряжение и обыграл его так, что все кажется правдоподобным. Он соединяет ужасные убийства с довольно тонким юмором. Бейтс и Бесуик, сильные, привлекательные личности, имеют странное сходство друг с другом, что делает переходы вполне правдоподобными».
Джон Хиггинс из Starburst Magazine присудил фильму 8 из 10 звезд, восхваляя работу Бесуик и сценарий.